# ハールレムの市民警備隊士官の宴会
『ハールレムの市民警備隊士官の宴会』（ハールレムのしみんけいびたいしかんのえんかい、蘭: Feestmaal van officieren van de cluveniersschutterij、英: Banquet of the Officers of the Calivermen Civic Guard, Haarlem） は、1627年に17世紀オランダ黄金時代のハールレムの巨匠フランス・ハルスがハールレムの聖ハドリアヌス警備隊のために描いた肖像画である。かつては、『1627年の聖ハドリアヌス警備隊士官の宴会』（1627ねんのせいハドリアヌスけいびたいしかんのえんかい、英: The Banquet of the Officers of the St Adrian Militia Company in 1627）として知られていた。本作において、画家は、モデルの人物それぞれの性格を描き分けながらも、全体の構図に統一感を持たせることに成功している。ハールレムにあるフランス・ハルス美術館の代表的な作品である。

## 背景
1627年、ハルスが42歳の時に描いた本作は、彼の独自の画風が開花するきっかけとなった作品である。ハルスが画家として絶頂期を迎えた17世紀前半、オランダもまた繁栄の時期にあった。冒険心と発達した造船技術によって、一大海上貿易国へと発展していったのである。富は国中を潤し、地位と財力をつけた市民の間では肖像画が流行する。注文主のなかには、100余年の歴史を持つ火縄銃隊、聖ハドリアヌス市警備隊のような団体も含まれていた。警備隊の前身は、14世紀、軍事力強化のために発足した射手組合であったが、平和が訪れると次第に形骸化していき、街の護衛隊から、夜毎、宴会を繰り広げる社交団体へと変貌する。
当時の肖像画の第一条件は、モデルの人物に似ていることと公平性にあり、肖像画といえば全員が真正面を向いた構図に限られていた。だが、ハルスは、画面に「時間」と「演出」を取り入れ、人物の向きに変化を与えても公平さを失わない構図作りに成功し、物語性さえ感じさせる作品を生み出した。そして、前時代の画家たちのイタリア美術への傾倒をよそに、人間を見つめ、一瞬を切り取ったような人物描写をした。

## モデル
他の自警団がそれぞれ警備地域の色のサッシュを纏っているのに対し、本作では、すべての士官がオランダの旗の色である「オレンジ、白、青」のサッシュを纏っている。しかし、いくつかの小さな違いも見分けられる。左端のアドリアーン・マータムは、画家、版画家で青い羽根の付いた帽子を持ち、サッシュはほぼ青である。彼の左にいる少尉ロット・スハウトは白い上着を着ており、右の窓際に立っている少尉ピーテル・ランプは、オレンジの錦の見える切り込み袖の付いた洒落た上着を着て、帽子にはオレンジの羽根が付いている。
ハルスが本作を描いた当時、ハールレムには、自警団長に割り当てられた3つの警備隊地区があった。士官たちは、3年の任期でハールレム市議会により選ばれていた。本作に登場するハドリアヌス警備隊 (警備隊の守護聖人が聖アドリアンであることに由来する)は任期をちょうど終えたばかりで、その終わりをこの肖像画で祝ったのである。オレンジのサッシュを纏い、テーブルの左側に座って、アドリアーン・マタムを見ているのは、隊長のウィレム・クラースゾーン・フォーフトである。 
本作に登場する人物全員の氏名が知られている。左から右に、以下の人物が描かれている。少尉アドリアーン・マタム、少尉ロット・スホウト、隊長ウィレム・クラースゾーン・フォーフト、財政官ヨハン・ダミウス、分隊長ヨハン・スハッテル (前景に着席している)、分隊長ジル・デ・ウィルト (手にナイフを持って、テーブルの後ろに着席している) 、召使のウィレム・ライヒャフェル (ウィルトの後ろに立ち、水差しを持っている) 、分隊長ウィレム・ワルモント (前景に着席している)、少尉ピーテル・ランプ、副官アウトヘルト・アリス・アケルスロート (ダミウスに皿を差し出している) 、副官クラース・ファン・ナペルス (白い羽根を付けて立っている) 、副官マッティス・ハースウィンディウス (テーブルの端に着席している) 。前景左にいる犬はグレイハウンドで、オランダ語では「ハーゼウィント (hazewind)」である。犬は、少尉アドリアーン・マータムと、右に座っている副官ハースウィンディウスの関係を示唆しているのかもしれない。

## 聖アドリアーンスドゥーレン

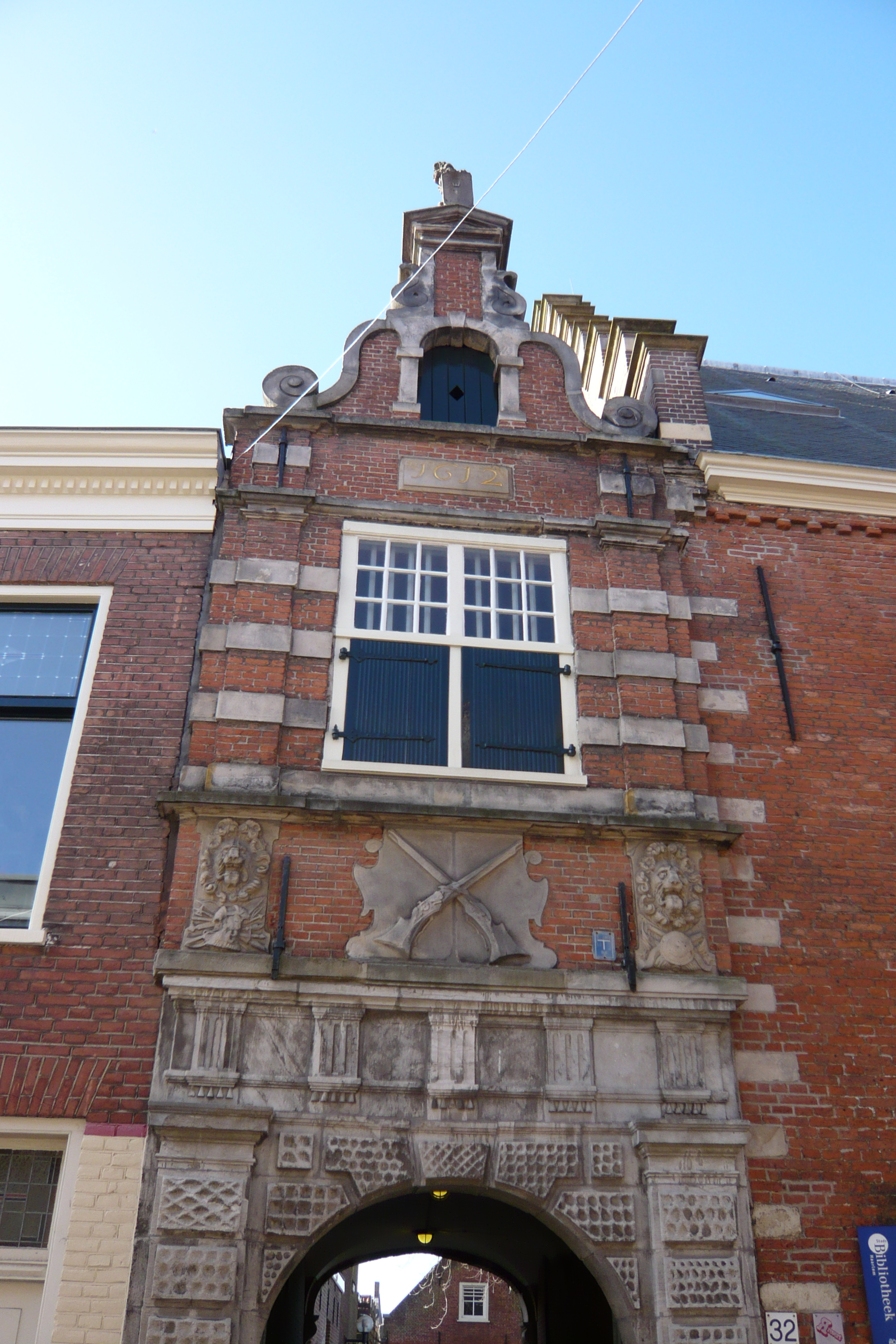
聖アドリアーンスドゥーレンの門。正面の石は、団体が持っていた武器を示している。

本作は、1820年まで、今日、ハールレム公共図書館として知られる、聖アドリアーンスドゥーレンの古い建物に掛けられていた。続いて、ガットハイスストラートにある市役所の大広間にハルスと他の画家による作品とともに掛けられていたが、今日では学習室となっている大広間は、当時の数年間、運動ジムとして用いられていた。何点かの自警団の絵画は、その間に損傷を受けている。1913年に、すべての自警団の絵画はフランス・ハルス美術館に移された。